# Pałac Prezydencki w Wientianie
Pałac Prezydencki w Wientianie – oficjalna rezydencja prezydenta Laosu.

## Historia
Decyzję o budowie pałacu podjął w 1973 roku rząd Królestwa Laosu jako rezydencji królewskiej. Projekt w stylu Beau–Arts przygotował miejscowy architekt Khamphoung Phonekeo. Po przejęciu w 1975 roku władzy przez Pathet Lao i proklamowaniu Laotańskiej Republiki Ludowo–Demokratycznej prace przy budowie pałacu zostały wstrzymane. Został on otwarty dopiero w 1986 roku i nie jest siedzibą prezydenta, ale miejscem w którym odbywają się uroczystości rządowe. Nie można go zwiedzać, ale można obejrzeć z zewnątrz, ponieważ jest widoczny z ulicy zarówno od frontu jak i od tyłu. Budynek jest ogrodzony, otoczony ogrodem, a wejście do niego jest chronione bramą z kutego żelaza. Wizerunek pałacu został umieszczony na banknocie o wartości 50 000 kipów wraz z sylwetką prezydenta Kaysona Phomvihana.